# ジャンプシート (人工衛星)
ジャンプシート (英: Jumpseat) は1970年代から1980年代にかけてアメリカ空軍のためにアメリカ国家偵察局が打ち上げたシギント偵察衛星のコードネームで、AFP-711とも呼ばれる。本衛星に関する情報は機密指定されており、公開されている情報も推測に基づくものが多い。
1971年3月21日から1983年7月31日にかけて、7機のジャンプシート衛星がヴァンデンバーグ空軍基地からアジェナを上段に用いたタイタンIIIBロケットで打ち上げられたとされている。本衛星の主目的は、ソ連の弾道弾迎撃ミサイルレーダーの監視であった。2番目に打ち上げられたものはアジェナの動作不良により用を為さない軌道に投入されてしまい、失敗している。
ジャンプシート衛星は重量700キログラムで、ヒューズ・エアクラフトが製造した。軌道傾斜角63度、軌道周期 約12時間のモルニヤ軌道に投入された。この軌道は衛星データシステム中継衛星とほぼ同じである。
現在ではジャンプシート衛星は退役し、後継のトランペット衛星が打ち上げられている。

## 打ち上げ情報
| 名称     | COSPAR ID SATCAT No. | 打上げ日 (UTC)      | 打上げロケット    | 射場        | 軌道情報 | 備考           |
| -------- | -------------------- | ------------------- | ----------------- | ----------- | -------- | -------------- |
| OPS 4788 | 1971-021A 05053      | 1971年3月21日 03:45 | タイタン III(33)B | VAFB SLC-4W |          |                |
| OPS 1844 | N/A                  | 1972年2月16日 09:59 | タイタン III(33)B | VAFB SLC-4W | N/A      | 軌道投入に失敗 |
| OPS 7724 | 1973-056A 06791      | 1973年8月21日 16:07 | タイタン III(33)B | VAFB SLC-4W |          |                |
| OPS 2439 | 1975-017A 07687      | 1975年3月10日 04:41 | タイタン III(34)B | VAFB SLC-4W |          |                |
| OPS 6031 | 1978-021A 10688      | 1978年2月25日 05:00 | タイタン III(34)B | VAFB SLC-4W |          |                |
| OPS 7225 | 1981-038A 12418      | 1981年4月24日 21:32 | タイタン III(34)B | VAFB SLC-4W |          |                |
| OPS 7304 | 1983-078A 14237      | 1983年7月31日 15:41 | タイタン III(34)B | VAFB SLC-4W |          |                |

VAFB：ヴァンデンバーグ空軍基地

SLC-4W: ヴァンデンバーグ空軍基地第4発射施設